# Formicencyrtus
Formicencyrtus is een geslacht van vliesvleugeligen uit de familie Encyrtidae. De wetenschappelijke naam van dit geslacht is voor het eerst geldig gepubliceerd in 1916 door Girault.

## Soorten
Het geslacht Formicencyrtus omvat de volgende soorten:
- Formicencyrtus neomexicanus (Ashmead, 1900)
- Formicencyrtus thoreauini Girault, 1916